# Netvibes

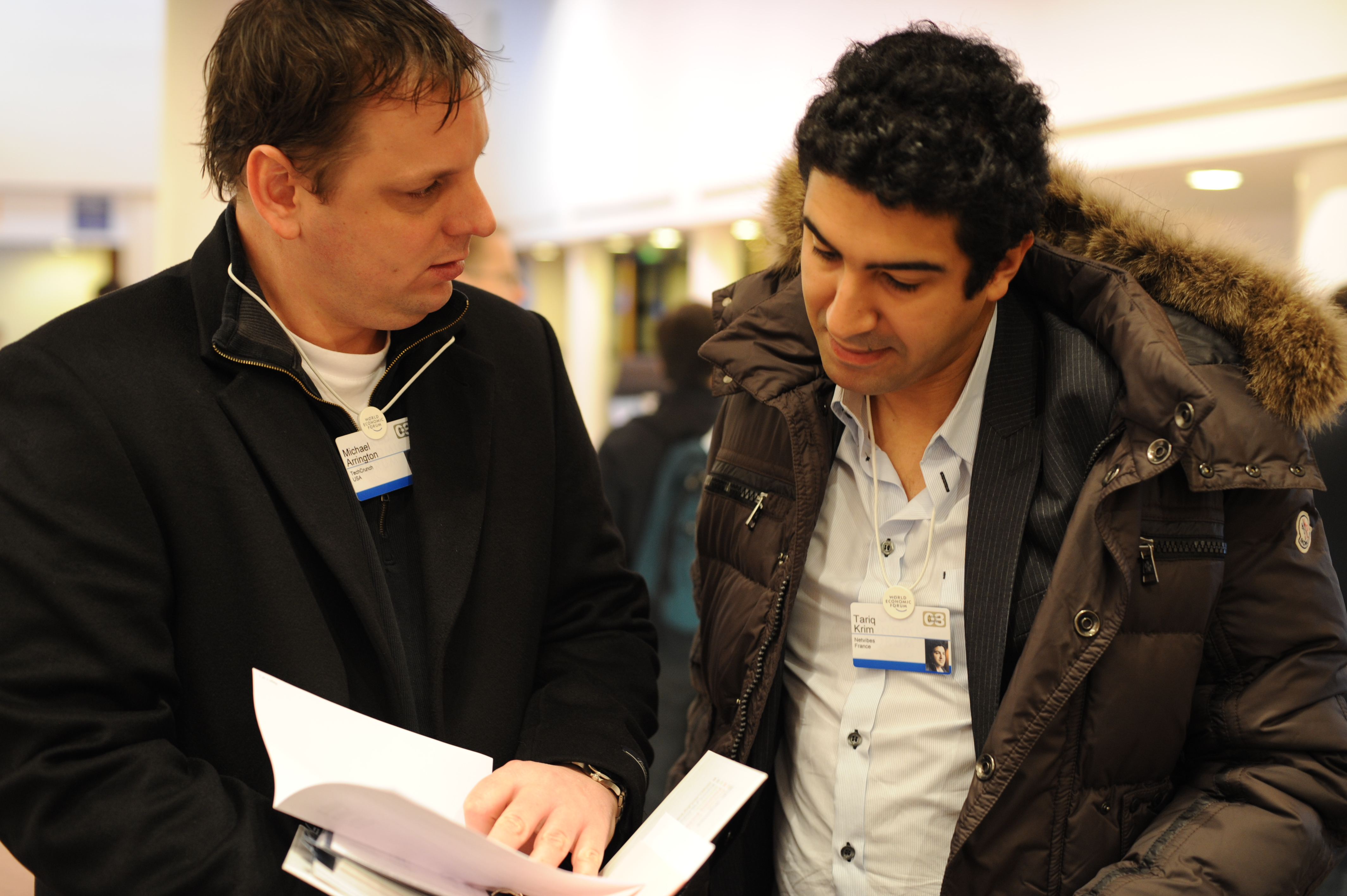
Michael Arrington, famós blogger, i Tariq Krim, fundador de Netvibes, al Fòrum Econòmic Mundial de 2008.

Netvibes és un servei web que actua com un escriptori virtual personalitzat, que permet molt ràpidament la configuració d'una pàgina d'inici que contingui feeds (notícies) favorits, notes de text, informació meteorològica, de borsa, etc. Aplicació molt similar a la pàgina principal personalitzada de Google (iGoogle) o Windows Live (iGoogle), MSN Live o Inicio.es. Fou creat per Tariq Krim i Florent Frémont en 2005.

## Funcionament
Visualment s'organitza en solapes o pestanyes, on cadascuna d'elles forma un agregador de diversos mòduls i widgets desplaçables prèviament definits per l'usuari. Aquests mòduls actuen també com a petites finestres, el contingut de les quals es genera a través d'un altre servei web o bé es forma com una nova miniaplicació.
Alguns dels exemples dels serveis que pot incloure són multibuscadors per diversos servidors (Google, Yahoo!…), webmails tipus Gmail, fotos i vídeos de YouTube, Google videos i Flickr, a més de molts altres serveis, alguns dels quals són gadgets.
D'altra banda hi ha mòduls que permeten desplegar el contingut generat per altres pàgines que funcionen com a fonts web de RSS/Atom, com per exemple, els diaris i els blogs.
També existeixen pestanyes que no són agregadores i que permeten accedir a un Servei complet d'una altra pàgina, com ara Joomla.
Un dels apartats positius de l'aplicació és la possibilitat de poder importar llistes de feeds via arxiu en format OPML, ja que es pot crear exportant la llista de subscriptors de llocs com Bloglines i la majoria dels programes de lectors de feeds.
Des del punt de vista comercial, existeixen els anomenats Universos, que són pàgines creades principalment per empreses o grups musicals en els quals es mostren diferents fonts web, imatges i altres materials relacionats amb el creador.